# Bahabón de Esgueva
Bahabón de Esgueva è un comune spagnolo di 73 abitanti situato nella comunità autonoma di Castiglia e León.